# Fly-by-Anomalie
Die Fly-by-Anomalie bezeichnet ein bisher ungeklärtes Phänomen der Gravitationsforschung. Dabei handelt es sich um eine kleine zusätzliche Geschwindigkeitszunahme, die mehrere Raumsonden bei einem Fly-by an der Erde erfahren haben.

## Beobachtung
Nach dem Start von Raumsonden werden häufig Fly-by-Manöver durchgeführt. Bei diesen Manövern fliegen die Sonden teilweise mehrfach an der Erde vorbei und die Bahn der Missionen vor und nach einem Fly-by wird hochgenau erfasst. Abweichungen von der vorausberechneten Geschwindigkeit wurden erstmals 1990 bei der Raumsonde Galileo gemessen.
Beim ersten Vorbeiflug der Raumsonde Galileo am 8. Dezember 1990 in 959,9 Kilometern Höhe wurde eine Erhöhung der Dopplerverschiebung des von Galileo gesendeten Signals von 5 GHz um 66 mHz festgestellt, was einer unerwarteten Geschwindigkeitszunahme von 3,92 mm/s entsprach. Umfangreiche Untersuchungen beim Jet Propulsion Laboratory, Goddard Space Flight Center und der University of Texas konnten weder Messfehler noch andere Erklärungen für die Abweichungen finden. Als sich Galileo beim zweiten Erdvorbeiflug am 8. Dezember 1992 der Erde bis auf 303,1 Kilometern näherte, durchflog die Sonde bereits die Hochatmosphäre. Taugliche Messungen zur Bestätigung der beim ersten Vorbeiflug entdeckten Abweichungen waren deshalb nicht möglich.
Weitere Abweichungen wurden in der Folge auch bei den Raumsonden NEAR Shoemaker und Rosetta beobachtet. Als am 23. Januar 1998 die Sonde NEAR Shoemaker die Erde in 538,8 Kilometern Entfernung passierte, zeigte sich eine unerwartete Zunahme der Dopplerverschiebung um 730 mHz, was einer Geschwindigkeitszunahme von 13,46 mm/s entspricht. Dies war die bisher stärkste beobachtete Abweichung. Als die Raumsonde Rosetta am 4. März 2005 an der Erde in 1954 Kilometern Höhe vorbeiflog, ergab sich aus den Dopplermessungen eine unerklärliche Geschwindigkeitszunahme von 1,82 mm/s. Die Daten der Raumsonde Cassini-Huygens sind diesbezüglich unbrauchbar, da die Sonde während des Fly-by über die eigenen Triebwerke beschleunigt hat. Bei der Raumsonde Messenger wurde hingegen im August 2005 keine Fly-by-Anomalie gemessen.
Veränderungen der Fluggeschwindigkeit werden seit den 1980er Jahren auch bei den Raumsonden Pioneer 10 und 11 beobachtet. Dort wird das Phänomen als Pioneer-Anomalie bezeichnet. Es wurde spekuliert, dass es sich dabei um das gleiche Phänomen handelt. Inzwischen scheint das Rätsel der Pioneer-Anomalie jedoch gelöst, was bedeutet, dass die Fly-by-Anomalie einen anderen Grund haben müsste.

## Erklärungsversuche
Die derzeit nicht erklärbare Diskrepanz ist zwar klein genug, um in Satellitenmissionen vernachlässigt werden zu können, führt jedoch zu Zweifeln, ob die Gravitationsphysik des Sonnensystems vollständig verstanden ist. Der von der Allgemeinen Relativitätstheorie vorhergesagte Lense-Thirring-Effekt reicht für die Beobachtungen nicht aus. Inzwischen wurde von Forschern des Jet Propulsion Laboratory eine empirische Formel zur Berechnung der Fly-by-Anomalie entwickelt, nach der diese von dem Anflug- und Abflugwinkel im Verhältnis zum Äquator abhängt. Bei dem Vorbeiflug der Raumsonde Rosetta im November 2007 konnte eine auf Basis dieser Formel ermittelte Abweichung jedoch nicht bestätigt werden.
Eine Hypothese von Jean-Paul Mbelek vom französischen Kernforschungszentrum CEA-Saclay schlägt vor, die Anomalie mit der Speziellen Relativitätstheorie zu erklären. Seiner Ansicht nach ist die Anomalie kein im eigentlichen Sinne physikalischer Effekt, sondern lediglich auf die bisher unzureichende, weil nichtrelativistische Betrachtung des Phänomens zurückzuführen.
Da die Fly-by-Anomalie beim zweiten und dritten Fly-by der Raumsonde Rosetta nicht auftrat, halten Forscher der „International Flyby Collaboration“ am International Space Science Institute (ISSI), Bern, die die Fly-by-Anomalie erforscht, inzwischen auch eine Ungenauigkeit im aus den 1960er Jahren stammenden Algorithmus für denkbar, den sämtliche Computerprogramme zur Berechnung von Fly-bys benutzen.